# Ptiolina nitidifrons
Ptiolina nitidifrons is een vliegensoort uit de familie van de snavelvliegen (Rhagionidae). De wetenschappelijke naam van de soort is voor het eerst geldig gepubliceerd in 1947 door Hardy and McGuire.